# Stoned at the Nail Salon
«Stoned at the Nail Salon»  — песня новозеландской певицы Лорд, вышедшая 21 июля 2021 года в качестве второго сингла третьего студийного альбома Solar Power. Написана и спродюсирована совместно с Джеком Антоноффом.

## Предыстория и композиция
Трек-лист для третьего студийного альбома Лорд Solar Power был объявлен 21 июня 2021 года, где четвёртым треком названа песня «Stoned at the Nail Salon». 19 июля 2021 Лорд объявила о выпуске «Stoned at the Nail Salon» в качестве второго сингла альбома Solar Power через свой сайт, объявив дату его выхода на 21 июля 2021.
Лаура Снэпс из газеты «The Guardian» описала «Stoned at the Nail Salon» как «призматическую фолк-песню», в которой Лорд поёт о том, как «все красивые девушки увянут, как розы». Песня написана в тональности ре мажор и имеет темп 125 ударов в минуту, и подобно «Solar Power», сопровождается бэк-вокалом инди-рок певиц Фиби Бриджерс и Clairo.
Лорд описала «Stoned at the Nail Salon» после его выхода «размышлениями о том, как стать старше, приспособиться к домашнему хозяйству и сомневаться в том, что вы приняли правильные решения».
В интервью с Зейном Лоу из Apple Music Лорд назвала песню «одним из самых тихих, самых интроспективных и внутренних моментов в альбоме», пояснив, что «Stoned at the Nail Салон» была посвящена течению времени, что, по её мнению, было «странной вещью, о которой можно даже думать и разговаривать».

## Отзывы
В статье для Rolling Stone Алтея Легаспи и Бриттани Спанос назвали песню «мрачным размышлением о взрослении», назвав её «противоположностью» предыдущему синглу Лорда «Solar Power». Также из Rolling Stone Энджи Марточчио описала песню как «задумчивую, красноречивую и волнующую», назвав «Stoned at the Nail Salon» «душераздирающей балладой» по образцу «Thumbs» Люси Дакус и «Blouse» Clairo. Стивен Экройд из Dork написал о «Побитом камнями в маникюрном салоне» как о «сдержанном, деликатном треке».
В статье в журнале Billboard Ханна Дейли связала песню с предыдущими работами Лорд, заявив, что она «отражает несколько тем из прошлых работ Лорд», назвав в частности «Ribs» и «Liability». Джастин Курто из Vulture также противопоставил песню «Solar Power», написав, что «Stoned in the Nail Salon» "больше соответствует созерцательной Лорд, которую мы знали по альбомам Melodrama и Pure Heroine, чем ту, которую мы встретили в «Solar Power».
В обзоре Pitchfork Куинн Морленд сравнил «заниженное звучание» песни с Chemtrails Over the Country Club Ланы Дель Рей, сказав, что песня «наиболее убедительна, когда Лорд позволяет её тревогам дышать», но в заключение отметил, что таких моментов в песне немного, и что «Stoned in the Nail Salon» в конечном итоге почувствовал себя «застрявшим в красивом пузыре с педикюром». Эл Ньюстед из Triple J назвал песню «медитацией на старение», противопоставив то, что он назвал «пропитанным летом, беззаботным первым вкусом» «Solar Power» с «более мрачным треком» из «Stoned in the Nail Salon», который он сравнил с «кровоточащей балладой „Liability“».
В статье для Junkee Джозеф Эрп написал «Stoned at the Nail Salon» осенью «палящего лета» «Solar Power», отметив, что песня «творит чудеса на заднем плане», сравнивая её с «дымкой каннабиса». В «Flood» Маргарет Фаррелл прокомментировала, что песня была «изящной балладой о кайфе», где Лорд поёт о течении времени «под нежно играющую электрогитару».
Алексис Петридис из The Guardian написал, что трек «Stoned at the Nail Salon» имел «мягкую силу тоски». В своей статье для The Daily Telegraph Нил МакКормик сказал, что «фолк-прогулка Stoned в маникюрном салоне вызывает легкое сожаление». В The Independent Хелен Браун высказала мнение, что постановка Джека Антоноффа «вытекает из бесцельных арпеджио в „Stoned at the Nail Salon“, поскольку Лорд вздыхает, вырастая из песен, которые она любила в 16 лет, и звучит как ей уже наскучил тот, о котором она поёт», отметив, что песня казалась «отбеленной солнцем мелодией». В статье Бобби Оливье для журнала Spin трек назван «явно скучным в его акустических размышлениях».

## Концертные исполнения
Лорд собирается дебютировать с песней вживую на вечернем телешоу Late Night with Seth Meyers 21 июля 2021 года.

## Список треков
Стриминг
1. «Stoned at the Nail Salon» — 4:26
2. «Solar Power» — 3:12

## Чарты
| Чарт (2021)                                  | Высшая позиция |
| -------------------------------------------- | -------------- |
| Австралия (ARIA)                             | 74             |
| Ирландия (IRMA)                              | 80             |
| Новая Зеландия (Recorded Music NZ)           | 33             |
| США (Billboard Hot Rock & Alternative Songs) | 18             |